# Didier Flament
Didier Flament (n. 4 ianuarie 1951, Tourcoing, Nord-Pas-de-Calais, Franța) este un scrimer ce a reprezentat Franța, medaliat olimpic. A participat la 2 ediții ale Jocurilor Olimpice (1976, 1980) în care a câștigat o medalie de aur.